# Янку, Валентин
Валентин Янку (род. 16 января 2000 года) — румынский тяжелоатлет, серебряный призёр чемпионата Европы 2021 и бронзовый призёр чемпионат Европы 2022 годов.

## Карьера
В апреле 2021 года на чемпионате Европы в Москве, в весовой категории до 55 кг, Валентин занял итоговое второе место с результатом 248 килограммов. В упражнении «толчок» с весом 140 кг завоевал малую серебряную медаль.
В апреле 2023 года на чемпионате Европы в Ереване, в весовой категории до 55 кг, румын занял итоговое третье место с результатом 245 килограммов. В упражнении рывок занял третье место (109 кг), а в упражнении толчок стал вторым (136 кг).
В феврале 2024 года на чемпионате Европы в Софии Янку в категории до 61 кг завоевал малую серебряную медаль в толчке с результатом 154 кг. По итогам двух упражнений стал пятым (269 кг).

## Достижения
Чемпионат Европы
| Результат | Вес      | Год  | Место соревнований | Рывок | Толчок | Общий вес |
| Серебро   | до 55 кг | 2021 | Москва, Россия     | 108,0 | 140,0  | 248,0     |
| Бронза    | до 55 кг | 2023 | Ереван, Армения    | 109,0 | 136,0  | 245,0     |